# گمینا پیلاوا
گمینا پیلاوا (به لهستانی:  Gmina Pilawa) یک گمینا در لهستان است که در شهرستان گاروولین واقع شده‌است. گمینا پیلاوا ۷۷٫۲۵ کیلومتر مربع مساحت و ۱۰٬۴۳۵ نفر جمعیت دارد.